# Humboldt (Dakota del Sud)
Humboldt è un comune degli Stati Uniti d'America, situato in Dakota del Sud, nella contea di Minnehaha.